# Alluvioni Cambiò
Alluvioni Cambiò foi uma comuna italiana da região do Piemonte, província de Alexandria, com cerca de 1.019 habitantes. Em 2018 uniu-se com a comuna limítrofe de Piovera criando uma nova comuna chamada de Alluvioni Piovera. Seu nome significava "enchentes modificaram" devido ao fato que o Rio Pó mudou diversas vezes seu percurso após as cheias.

## Geografia
Estendia-se por uma área de 9 km², e tinha uma densidade populacional de 113 hab/km². Fazia fronteira com Bassignana, Isola Sant'Antonio, Piovera, Rivarone, Sale.

## Demografia
| Variação demográfica do município entre 1861 e 2011                               |
|                                                                                   |
| Fonte: Istituto Nazionale di Statistica (ISTAT) - Elaboração gráfica da Wikipedia |